# پل قلعه‌چم
پل روستای قلعه چم مربوط به دوره قاجار است و در شهرستان قم، بخش سلفچگان، روستای قلعه چم واقع شده و این اثر در تاریخ ۹ اردیبهشت ۱۳۸۲ با شمارهٔ ثبت ۸۶۳۲ به‌عنوان یکی از آثار ملی ایران به ثبت رسیده است.